# Lorenz von Bibra

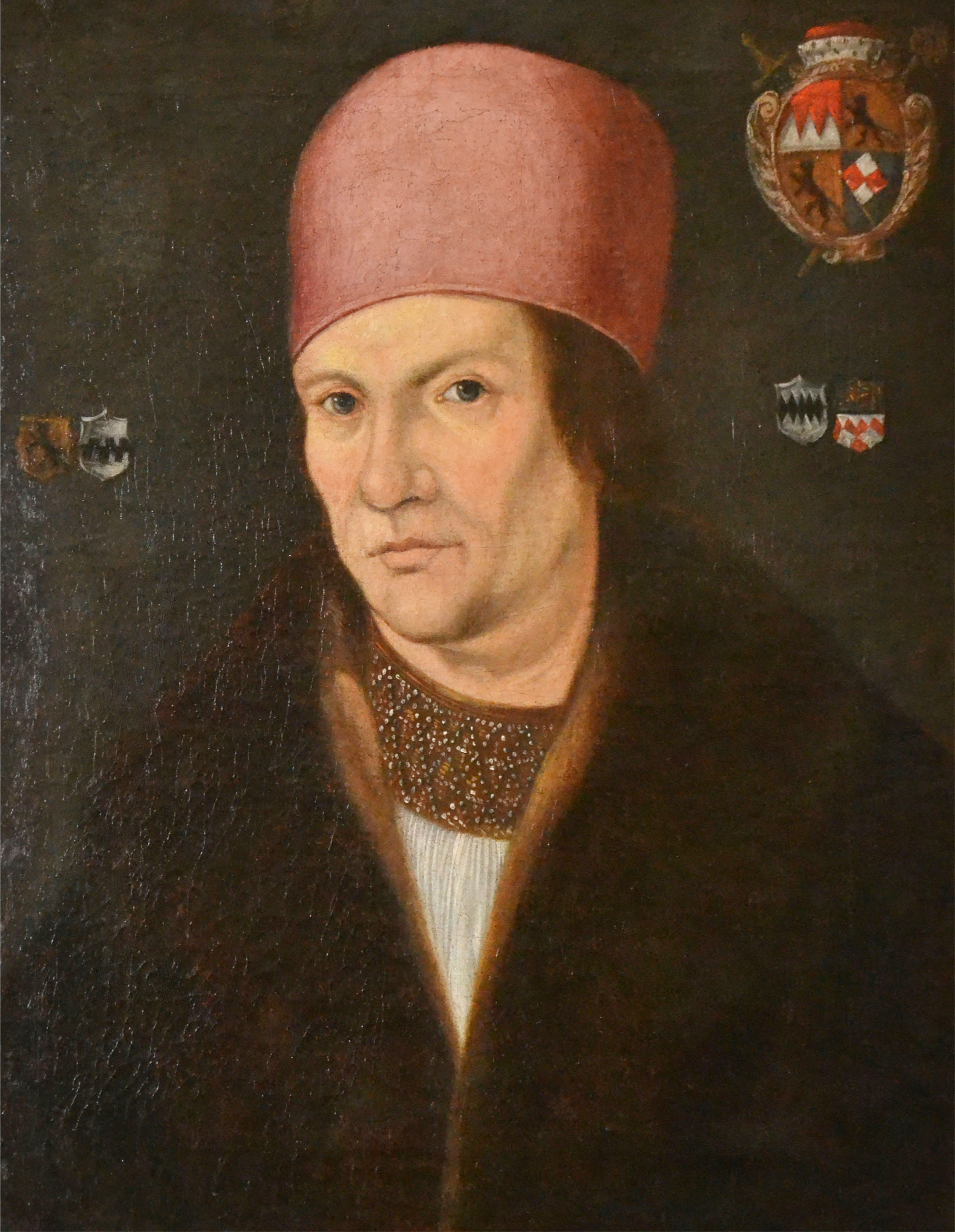
Lorenz von Bibra

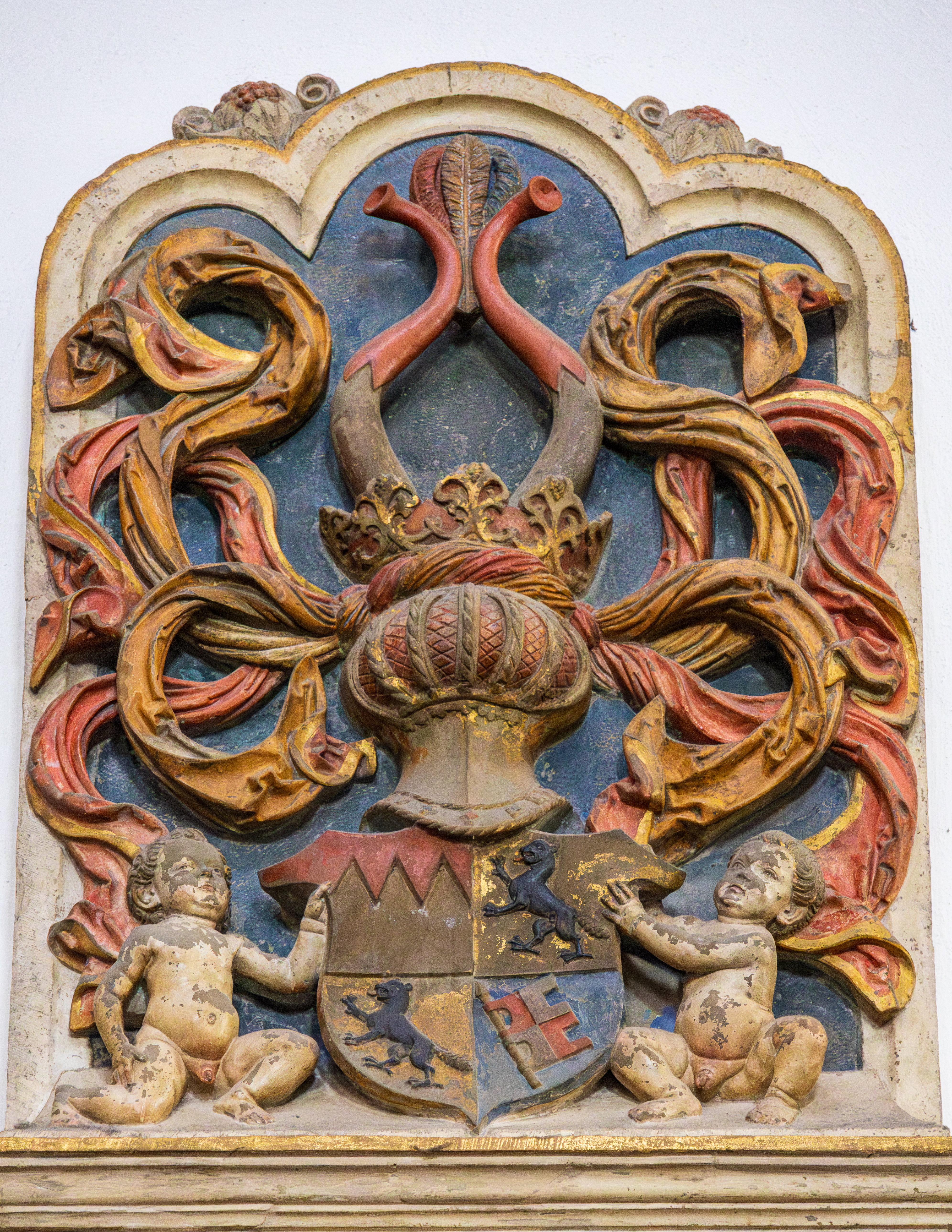
Wappen des Fürstbischofs auf seinem Epitaph im Würzburger Dom.

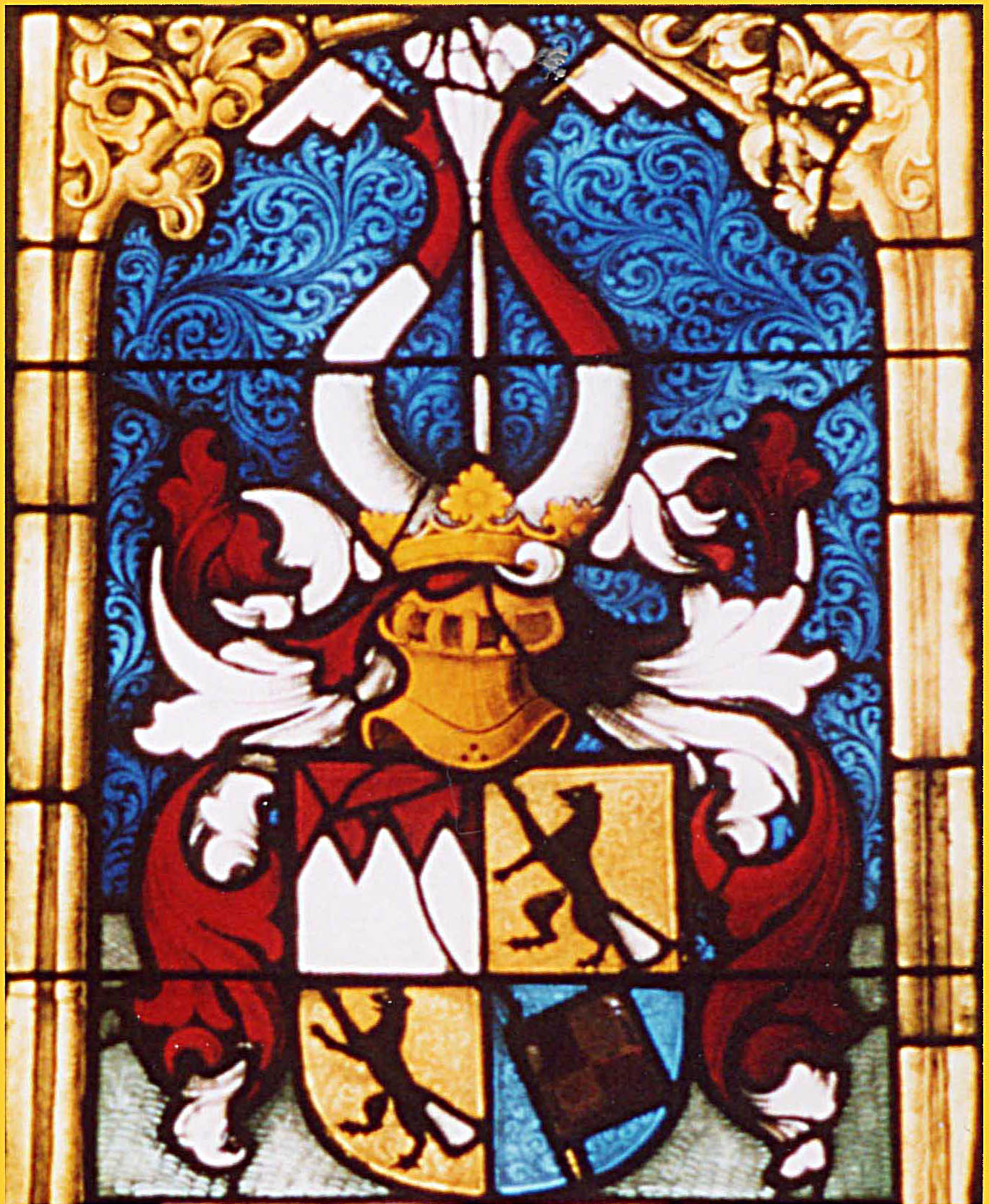
Wappen des Fürstbischofs (Kirchenfenster der Kirche St. Leo in Bibra)

Lorenz von Bibra (* 1459 in Mellrichstadt; † 6. Februar 1519 in Würzburg), Herzog in Franken, war Dompropst und von 1495 bis zu seinem Tod 1519 Fürstbischof von Würzburg. Er ist ein Zeitgenosse von Maximilian I. (1493–1519), Kaiser des Heiligen Römischen Reiches, dem Lorenz auch als Berater diente.

## Lorenz im Familienkontext
Lorenz war Familienmitglied der adeligen fränkischen Familie von Bibra. Sein Vater war Hans von Bibra, der im Dienste des Hochstiftes Würzburg als Amtmann in Mellrichstadt eingesetzt war. Dort wurde Lorenz höchstwahrscheinlich auch geboren. Er war der zweite Sohn aus dritter Ehe mit Agnes von Schenkenwald.
Lorenz von Bibra ernannte viele Verwandte von Bibra in wichtige Positionen des Bistums Würzburg. Sein Nachfolger Konrad II. von Thüngen folgte diesem Beispiel in einem noch größeren Umfang. Innerhalb der Familie gab es weitere kirchliche Würdenträger, z. B. Konrad III. von Bibra, ebenfalls Fürstbischof von Würzburg (1540–1544). Der Halbbruder von Lorenz, Wilhelm von Bibra, war päpstlicher Abgesandter. Heinrich von Bibra (1711–1788) war Fürstbischof und Abt in Fulda.

## Biografische Daten
Lorenz von Bibra besuchte die Schule des Klosters Vessra, wurde Kanoniker an St. Burkard in Würzburg, bevor er ab 1472 die Universitäten in Heidelberg, Erfurt und Bologna besuchte. Lorenz erscheint im Laufe seiner Karriere als Geistlicher im Domkapitel von Mainz, wo er das Vertrauen des Bischofs Berthold von Henneberg genoss und mit verschiedenen Aufgaben betraut wurde. Neben dem Würzburger Domkapitel gehörte dem Kölner Domkapitel und dem Kapitel des Paulusstift in Worms an, wo er 1491 zum Propst avancierte.
Als Bischof verfasste er 1487 ein Empfehlungsschreiben an Papst Innozenz VIII. für seinen Halbbruder Wilhelm, der an den Vatikan als Gesandter von Erzbischof Hermann IV. von Köln berufen wurde. 1490 erkrankte Wilhelm bei der Rückkehr von Rom als Gesandter von Kaiser Friedrich.
Am 12. Mai 1495 wurde Lorenz von Bibra zum Bischof von Würzburg gewählt. Lorenz war ein beliebter und angesehener Herrscher. Er wurde oft angerufen, um als Schiedsrichter Streitigkeiten zu lösen. Als Anhänger des Humanismus in Deutschland und als Mensch der Renaissance versuchte er, die katholische Kirche zu reformieren. Das Bistum Würzburg erlebte unter seiner Ägide eine finanzielle Blütezeit. 1502 erließ er für das Hochstift eine in lateinischer und deutscher Sprache verfasste Medizinalordnung, die unter anderem das Verhalten von Apothekern und Ärzten sowie die Bezahlung ärztlicher Leistungen regelte.
Bündnispolitisch erneuerte Lorenz wie seine Vorgänger Verträge gegen die Markgrafen von Ansbach aus dem Hause der Hohenzollern. Durch das Bündnis mit den Fürsten von Niederbayern und der Kurpfalz (siehe Haus Wittelsbach) wurde das Hochstift Würzburg in den Landshuter Erbfolgekrieg verwickelt. Nachdem die Pfalzgrafen unterlegen waren, suchte Lorenz einen neuen Bündnispartner und fand diesen 1508 im Kurfürsten Friedrich von Sachsen. Auch der Schwäbische Bund bot sich ihm als Bündnispartner an; Lorenz wies dieses Angebot aber zurück. Er förderte dagegen die Aussöhnung des Kurfürsten der Pfalz, Ludwig V. von der Pfalz und dessen Bruders Friedrich, mit Herzog Ulrich von Württemberg. Damit formierte sich eine Gegenkraft gegen den Schwäbischen Bund, der sogenannte „Kontrabund“. Im drohenden Krieg zwischen dem Kontrabund auf der einen Seite und dem Schwäbischen Bund, Nürnberg und Bamberg andererseits versuchte der Kaiser zu vermitteln. Dabei versuchte Markgraf Kasimir einen seiner Brüder zum Koadjutor von Würzburg berufen zu lassen, was einer späteren Übernahme des Bistums den Weg ebnen sollte, womit er sich aber nicht durchsetzen konnte.

## Lorenz von Bibra und Martin Luther
Auf der Reise nach Heidelberg traf Luther im April 1518  in Würzburg ein und wurde vom Bischof empfangen. Im Anschluss an dieses Treffen  hatte Lorenz Luther noch seinen Geleitschutz angeboten und ein Empfehlungsschreiben an den Herzog von Sachsen Friedrich den Weisen mit folgender Angabe verfasst, dass seine liebe Exzellenz ja den frommen Mann Doktor Martinus nicht wegziehen lassen wolle, denn ihm geschähe Unrecht. Friedrich gab dies Schreiben an Georg Spalatin weiter. Friedrich der Weise hatte als Kurfürst von Sachsen eine wichtige Stellung im Heiligen Römischen Reich inne; bekanntlich wurde Luthers größter Beschützer und Förderer während der Reformation. Das Schreiben nährte Spekulationen über Lorenz’ Sympathien gegenüber der Reformation. Am 6. Februar 1519, also bevor Luthers Streitigkeiten mit der katholischen Kirche aufflammten, starb Bischof Lorenz auf der Feste Marienberg.

## Lorenz von Bibra und Riemenschneider

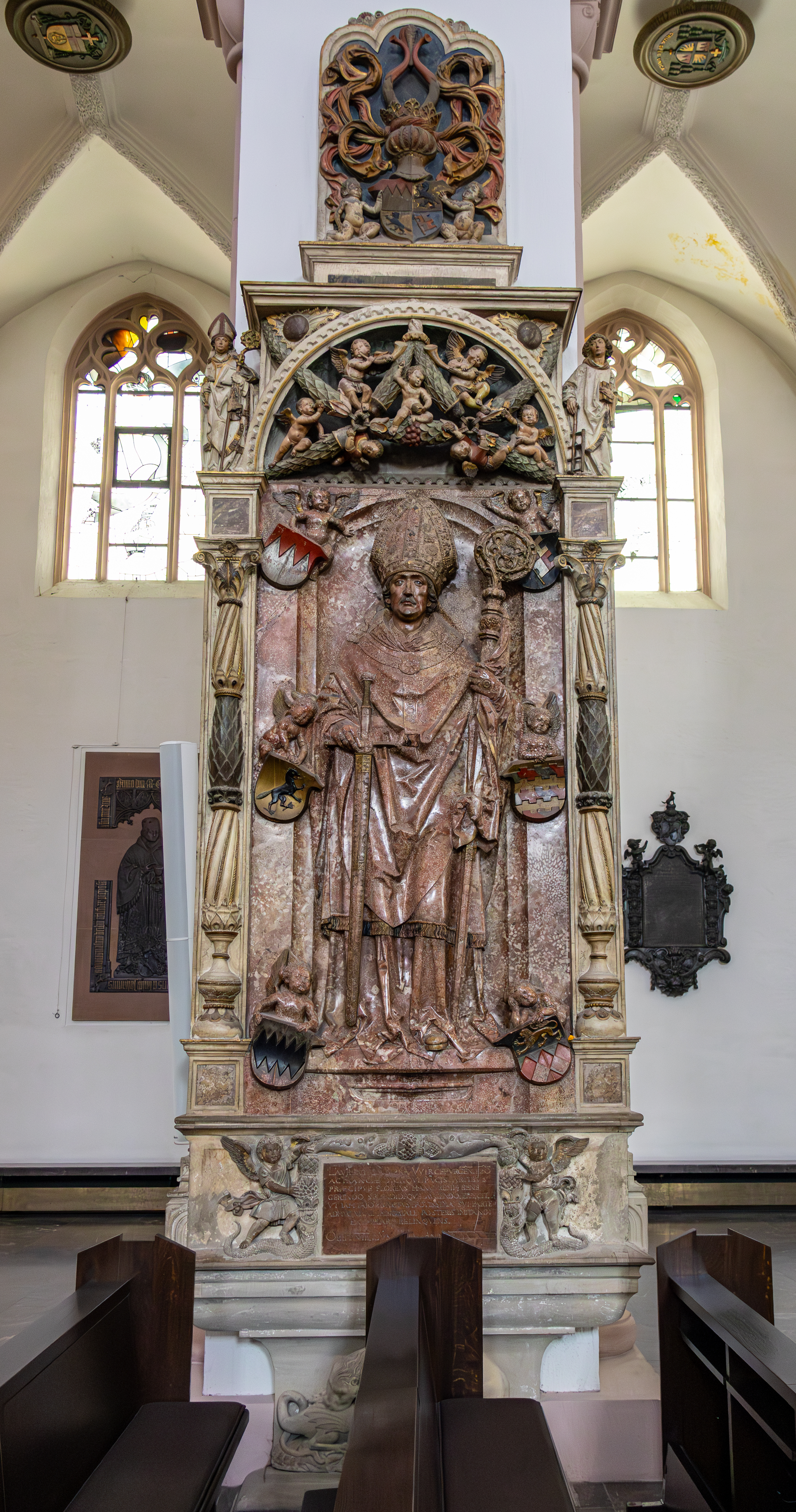
Grabmal des Lorenz von Bibra, gefertigt von Tilman Riemenschneider, im Würzburger Dom

Im Gegensatz zu seinem Nachfolger hatte Lorenz gute Beziehungen zum berühmten Bildhauer Tilman Riemenschneider, der eine Zeitlang auch Bürgermeister von Würzburg war. Lorenz beauftragte ihn mit einer Änderung der neuen Kirche in Bibra. Er beauftragte vor 1519 Riemenschneider auch, für sich und seinen Vorgänger Rudolf II. von Scherenberg jeweils einen Epitaphaltar in der Kathedrale von Würzburg zu fertigen. Lorenz von Bibras Grabmal wurde erst 1522 vollendet. Heute stehen die beiden Grabdenkmäler nebeneinander, aus gleichem Stein und mit gleichem Motiv, aber in zwei verschiedenen Stilen, Spätgotik und Renaissance.

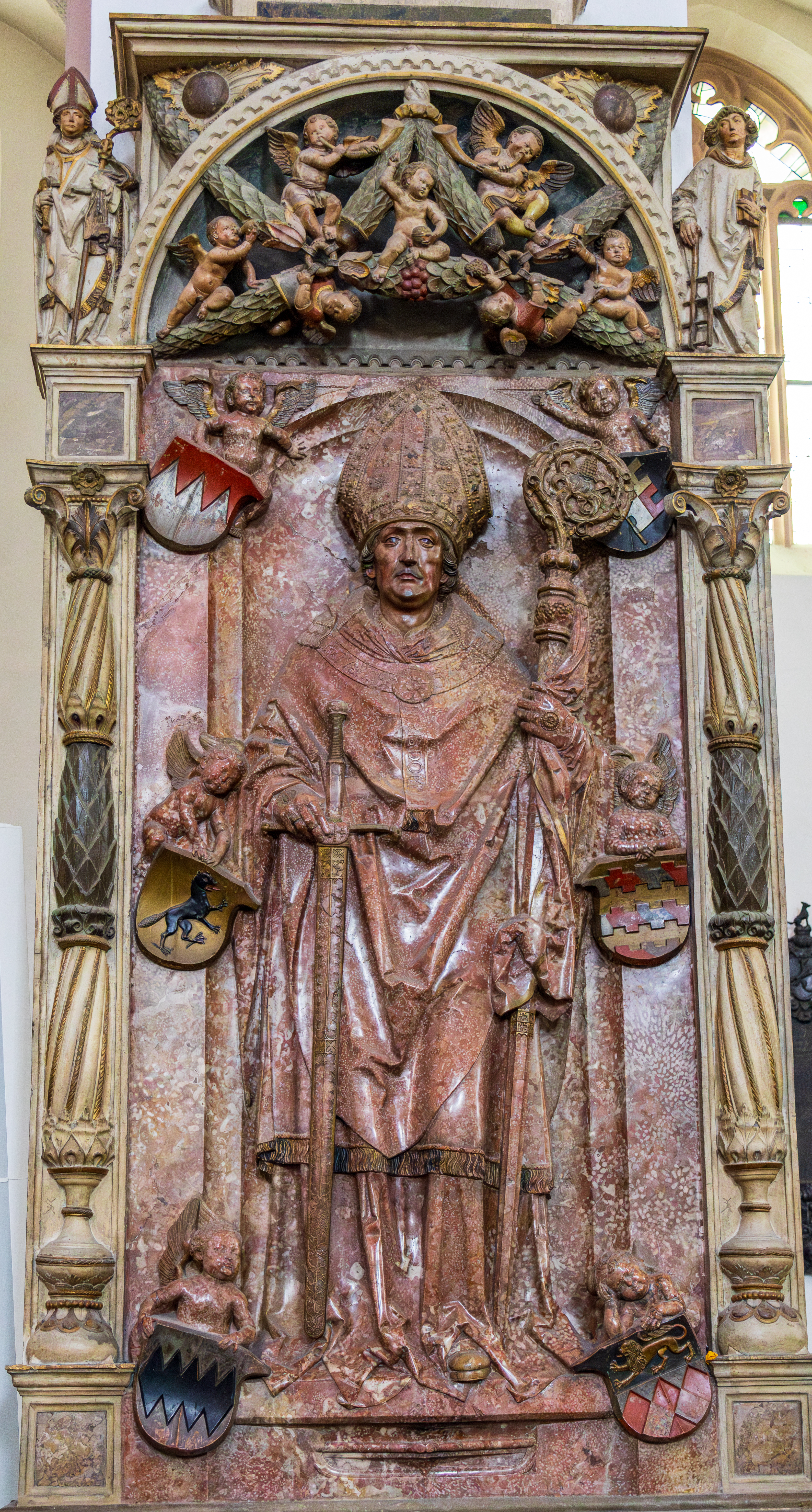
Detail vom Grabmal
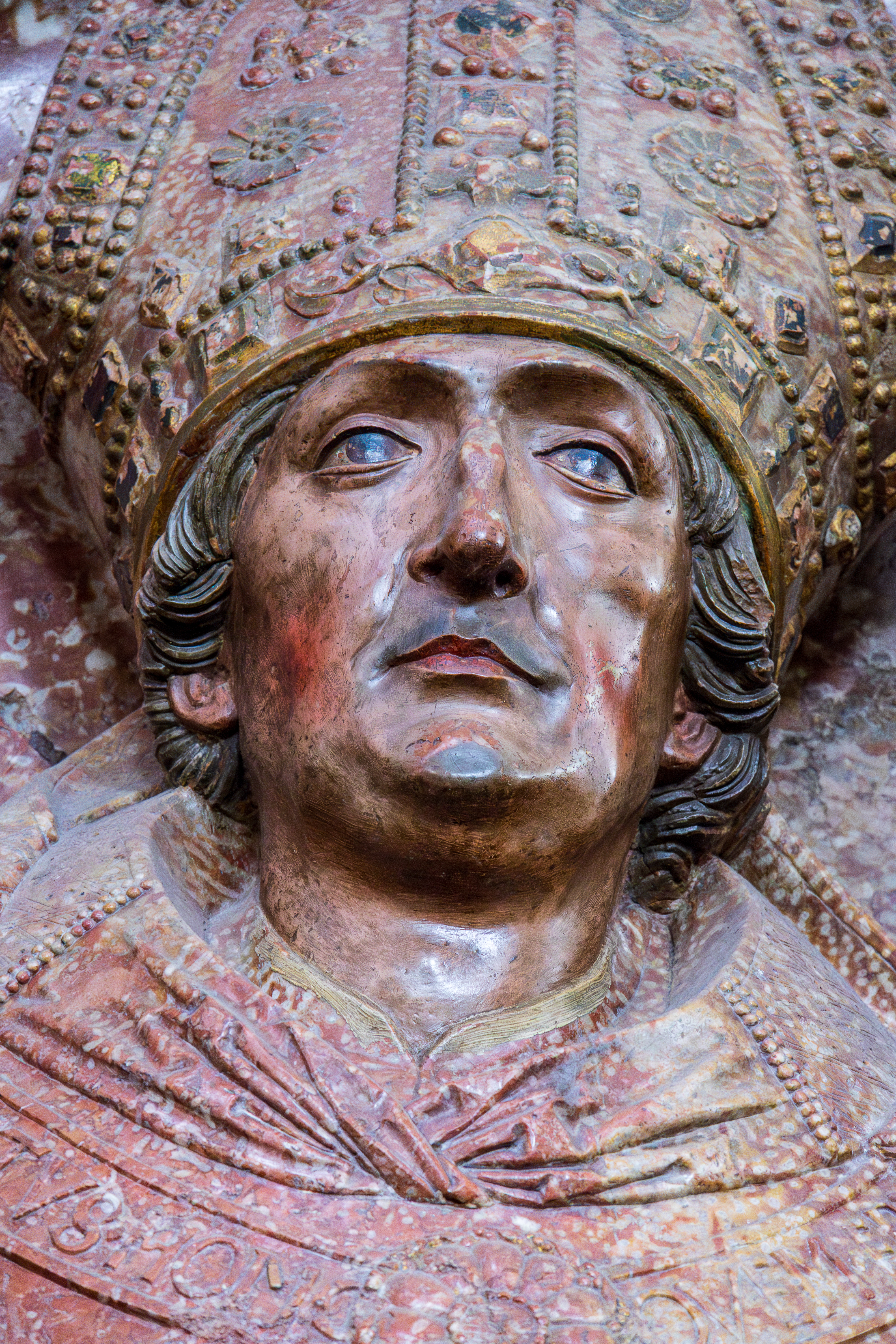
Detail vom Grabmal

## Lorenz von Bibra und Trithemius
Johannes Trithemius (1462–1516) nahm 1506 das Angebot von Lorenz von Bibra an, Abt des Schottenklosters von Würzburg zu werden. Das Wort Steganographie wird von seinem Buch Steganographia abgeleitet, eine Abhandlung über Kryptographie und Steganographie, verkleidet als ein Buch über Schwarze Magie. Sein Buch Polygraphia von 1518 war das erste gedruckte Buch über Kryptographie.

## Wappen
Das Wappen des Fürstbischofs ist geviert. Die Felder zwei und drei greifen das Familienwappen der von Bibra auf. Das Wappen zeigt in Gold einen steigenden schwarzen Biber mit roter Zunge und silbergeschupptem Schwanz. Die erste Feld mit dem Fränkischen Rechen und das vierte Feld mit dem Rennfähnlein symbolisieren den Hochstift Würzburg.